# Mistrovství Evropy juniorů v biatlonu 2024
Mistrovství Evropy juniorů v biatlonu 2024 probíhalo od 8. do 11. února 2024 v polském Jakuszyce. Mistrovství Evropy se zde konalo poprvé.

## Program
Na programu mistrovství byly 4 disciplíny. Junioři i juniorky absolvovali sprinty, vytrvalostní závody a závody s hromadným startem. Společně také měli jet závody smíšených štafet a smíšených dvojic, které však byly kvůli špatnému počasí zrušeny.
| Den | Datum     | Začátek (SEČ) | Disciplína                    | Počet závodníků |
| --- | --------- | ------------- | ----------------------------- | --------------- |
| St  | 7. února  | 10:30         | Vytrvalostní závod (juniorky) | přesunuto       |
| St  | 7. února  | 14:00         | Vytrvalostní závod (junioři)  | přesunuto       |
| Čt  | 8. února  | 10:30         | Smíšená štafeta               | zrušeno         |
| Čt  | 8. února  | 14:00         | Smíšená závod dvojic          | zrušeno         |
| Čt  | 8. února  | 10:30         | Vytrvalostní závod (juniorky) | 92              |
| Čt  | 8. února  | 14:00         | Vytrvalostní závod (junioři)  | 115             |
| So  | 10. února | 10:30         | Sprint (juniorky)             | 99              |
| So  | 10. února | 14:00         | Sprint (junioři)              | 115             |
| Ne  | 11. února | 10:10         | Hromadný start (juniorky)     | 60              |
| Ne  | 11. února | 12:00         | Hromadný start (junioři)      | 59              |

## Medailisté

### Junioři
| Disciplína                        | Zlato                 | Výkon             | Stříbro             | Výkon             | Bronz           | Výkon             |
| Vytrvalostní závod (15 km)        | Enkhbatyn Enkhsaikhan | 44:34,8 (0+0+0+0) | Kalle Loukkaanhuhta | 44:36,4 (0+0+0+0) | Jakob Kulbin    | 44:54,8 (0+1+0+1) |
| Sprint (10 km)                    | Arttu Heikkinen       | 32:16,3 (0+1)     | Marcin Zawół        | 32:45,6 (1+1)     | Jakob Kulbin    | 33:04,7 (1+0)     |
| Závod s hromadným startem (12 km) | Matija Legović        | 39:13,6 (0+2+1+1) | Vitalij Mandzin     | 39:33,3 (1+0+2+0) | Lukas Haslinger | 39:54,6 (2+1+0+0) |

### Juniorky
| Disciplína                       | Zlato           | Výkon             | Stříbro           | Výkon             | Bronz           | Výkon             |
| Vytrvalostní závod (15 km)       | Anna Andexerová | 39:56,1 (0+0+0+0) | Leonie Pitzerová  | 43:07,2 (1+1+0+0) | Heda Mikolášová | 43:35,6 (0+0+1+0) |
| Sprint (7,5 km)                  | Lara Wagnerová  | 26:52,1 (0+1)     | Sonja Leinamová   | 27:08,0 (1+0)     | Anna Andexerová | 27:14,1 (1+2)     |
| Závod s hromadným startem (9 km) | Anna Andexerová | 28:46,3 (1+0+0+2) | Svatava Mikysková | 29:11,2 (0+1+0+0) | Ema Kapustová   | 29:32,4 (0+1+0+2) |

### Smíšené štafety
| Disciplína                        | Zlato   | Výkon   | Stříbro | Výkon   | Bronz   | Výkon   |
| Smíšená štafeta (4×7,5 km)        | zrušeno | zrušeno | zrušeno | zrušeno | zrušeno | zrušeno |
| Smíšený závod dvojic (6 + 7,5 km) | zrušeno | zrušeno | zrušeno | zrušeno | zrušeno | zrušeno |

## Medailové pořadí

### Medailové pořadí zemí
| Pořadí | Země       | Zlato | Stříbro | Bronz | Celkově |
| ------ | ---------- | ----- | ------- | ----- | ------- |
| 1.     | Rakousko   | 3     | 1       | 2     | 6       |
| 2.     | Finsko     | 1     | 2       | 0     | 3       |
| 3.     | Chorvatsko | 1     | 0       | 0     | 1       |
| 3.     | Mongolsko  | 1     | 0       | 0     | 1       |
| 5.     | Česko      | 0     | 1       | 1     | 2       |
| 6.     | Polsko     | 0     | 1       | 0     | 1       |
| 6.     | Ukrajina   | 0     | 1       | 0     | 1       |
| 8.     | Estonsko   | 0     | 0       | 2     | 2       |
| 9.     | Slovensko  | 0     | 0       | 1     | 1       |
|        | Celkem     | 6     | 6       | 6     | 18      |